# 김정남 (축구인)

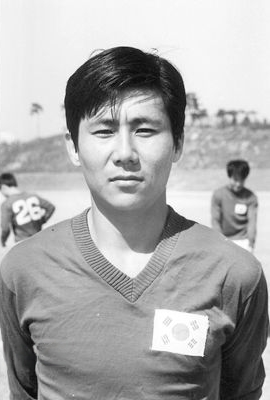

김정남(金正男, 1943년 1월 28일~)은 대한민국의 축구 감독이다. 2005년에 울산 현대 축구단을 K-리그 우승으로 이끌었으며, 2008년 12월에 8년간 감독을 맡았던 울산 현대 축구단 감독직에서 물러나 같은 팀의 고문을 맡았다. K리그에서 210승으로 역대 감독 최다승 기록을 보유하고 있다.
이외에도 현재는 어린이 및 여성 축구교실을 운영하고 있으며, 2010년에 한국프로축구연맹 부회장으로 선출되었다. 이후, 2014년에 OB축구회 회장에 선출되었다. 한편 동생들인 김강남과 김성남
모두 축구인으로 축구인 가족이다. 배우 한지민은 외종질녀이며 이 때문에 한지민이 본인(김정남)이 감독으로 있었던 울산 현대 축구단의 2008년 프로축구 개막전 때 시축을 하기도 했다.

## 선수 경력
- 1966년 ~ 1967년: 해병대 축구단
- 1967년 ~ 1970년: 양지 축구단
- 1970년 ~ 1972년: 한국외환은행 축구단
- 1972년: 서덜랜드 샤크스 FC
- 1962년: 대한민국 U-20 축구 국가대표팀
- 1964년 ~ 1973년: 대한민국 축구 국가대표팀

## 지도자 경력
- 1974년 ~ 1976년: 한국외환은행 축구단 코치
- 1974년: 대한민국 U-20 축구 국가대표팀 코치

- 1974년 ~ 1976년: 대한민국 축구 국가대표팀 코치
- 1976년 ~ 1980년: 포항제철 축구단 코치
- 1977년 ~ 1979년: 대한민국 축구 국가대표팀 코치
- 1980년 ~ 1982년: 대한민국 축구 국가대표팀 감독
- 1982년 ~ 1985년: 유공 코끼리 코치
- 1985년 ~ 1986년: 대한민국 축구 국가대표팀 감독
- 1985년 ~ 1992년: 유공 코끼리 감독
- 1988년: 대한민국 축구 국가대표팀 감독
- 1998년: 산둥 루넝 타이산 감독
- 1999년: 칭다오 하이뉴 감독
- 2000년 ~ 2008년: 울산 현대 축구단 감독

## 광고
- 1986년 제우교역 아디다스

## 같이 보기
- 김성남
- 김강남

## 참고 자료
- KFA 리포트 나의 선수 시절 - 김정남' 60년대 한국축구를 대표했던 수비수